# アル・フランケン
アラン・スチュアート・“アル”・フランケン（Alan Stuart "Al" Franken、1951年5月21日 - ）は、アメリカ合衆国の放送作家、俳優、コメディアン、政治家である。
ミネソタ州選出のアメリカ合衆国上院議員（2期）、連邦上院電気通信小委員会常任理事、連邦上院雇用労働安全小委員会常任理事などを歴任した。

## 経歴
ニューヨークでロシア移民のユダヤ人の家庭に生まれた。ハーバード大学出身。
1970年代から『サタデー・ナイト・ライブ』のライター兼出演者として名を馳せ、『大逆転』や『アル・フランケンは Mr.ヘルプマン』などのコメディ映画にも出演した。リベラルな政治思想の持ち主で、保守的な政治家を皮肉る発言が多く、訴訟沙汰に発展したこともある。
2008年11月、大統領選挙と同日に実施された連邦上院議員選挙にミネソタ民主農民労働党（民主党）から立候補する。対立候補である共和党現職のノーム・コールマンを49票上回る票を獲得したが、コールマンは不在者投票の取り扱いを巡って法廷闘争に持ち込んだ。裁判所は2009年6月にフランケンの勝利を確定したため、同年7月7日に連邦上院議員に就任する。2014年の連邦上院選挙でも再選され、大統領選挙への出馬待望論も上がるようになった。
2017年11月、政界進出前の2006年に「寸劇のリハーサル」と称してラジオ番組司会者の女性にキスをしたり、胸を触っている写真を撮ったりしたことが女性の告発で表面化する。さらに、尻を触られたなどとセクハラ被害を訴える女性が続出し、同僚議員の間でも辞職を求める声が広がったため、12月7日、連邦上院議員を辞職すると表明した。

## 著作
- 『ラッシュ・リンボーはデブのアホ（Rush Limbaugh Is a Big Fat Idiot and Other Observations）』という題名の著書を出版している。